# 10992 Veryuslaviya
10992 Veryuslaviya eller 1974 SF är en asteroid i huvudbältet som upptäcktes den 19 september 1974 av den ryska astronomen Ljudmila Tjernych vid Krims astrofysiska observatorium på Krim. Den är uppkallad efter Vera, Vyacheslav och Yury Chubenko.
Asteroiden har en diameter på ungefär 6 kilometer och den tillhör asteroidgruppen Erigone.